# Dialetto canario

Bandiera della comunità autonoma delle Canarie

Il dialetto canario (in spagnolo el español de Canarias o el habla canaria) è la variante della lingua spagnola parlata nelle Isole Canarie.
Questo dialetto spagnolo è molto simile allo spagnolo caraibico. Questo è spiegabile con il fatto che l'emigrazione degli abitanti delle Canarie verso le nuove terre dell'America ebbe inizio fin dalla scoperta del Nuovo Mondo, influenzando poi in misura decisa l'evoluzione dello spagnolo parlato nei Caraibi.
Il dialetto si caratterizza per la pronuncia particolare che esso assume o nell'utilizzo di parole che non sono utilizzate nello spagnolo standard:
- Ustedes: il canario, come lo spagnolo caraibico, utilizza questa forma invece dello spagnolo vosotros per indicare la seconda persona plurale (voi).
- Seseo: la pronuncia praticamente identica fra le sillabe za-ce-ci-zo-zu e le sillabe sa-se-si-so-su.
- Pronuncia speciale della lettera "S": La "s" si pronuncia come "h" aspirata, alla fine di ogni parola o prima di una consonante: "Lah mohcah" invece di "Las moscas". Questa caratteristica è comune con la parte meridionale della penisola iberica, e la maggior parte delle zone costiere Americana. La pronuncia di "s" prima della vocale è diversa anche al più comune nella Penisola Iberica (apico-alveolare) e simile al più comune in Andalusia e in America Latina.

| Controllo di autorità | GND (DE) 4163187-0 |